# 錦昭江
錦 昭江（にしき あきえ、1955年 - ）は、日本の歴史学者。元鎌倉女学院中学校・高等学校校長。

## 来歴
神奈川県生まれ。早稲田大学第一文学部日本史学専修卒業。東京学芸大学大学院教育学研究科修士課程修了。2003年「刀禰と中世村落」で早稲田大学より博士（文学）の学位を取得。

## 著書
- 『刀禰と中世村落』（校倉書房、歴史科学叢書） 2002

### 共編著
- 『図説 鎌倉歴史散歩』（佐藤和彦共編、河出書房新社） 1993
- 『図説 北条時宗の時代』（佐藤和彦共編、河出書房新社、ふくろうの本） 2000
- 『日本中世内乱史人名事典』（佐藤和彦, 樋口州男, 松井吉昭, 櫻井彦, 鈴木彰共編、新人物往来社） 2007
- 『足利尊氏のすべて』（櫻井彦, 樋口州男共編、新人物往来社） 2008
- 『図説 平清盛』（樋口州男, 鈴木彰, 野口華世共著、河出書房新社、ふくろうの本） 2011

## 参考
- [ISBN　978-4-7517-3310-3]
- 鎌倉女学院